# Коровніков Іван Терентійович
Коровніков Іван Терентійович (рос. Коровников Иван Терентьевич; 2 лютого 1902 — 9 липня 1976) — радянський військовик часів Другої світової війни, генерал-полковник (8.08.1955). Депутат Верховної Ради СРСР 2-го скликання.

## Біографія
Народився 2 лютого 1902 року в місті Балаково (нині — Саратовська область, Росія). Росіянин.
У серпні 1919 року вступив до лав Червоної армії. Учасник Громадянської війни в Росії. Воював на Південному фронті проти військ А. І. Денікіна, на Кавказькому фронті проти національних збройних формувань у Азербайджані і Дагестані. У 1923 році закінчив Військово-політичну школу Приволзького ВО.
У 1931 році закінчив курси удосконалення старшого командного складу при Військово-політичній академії РСЧА.
У 1937 році І. Т. Коровніков закінчив Військову академію механізації і моторизації РСЧА.
31 грудня 1937 року І. Т. Коровнікову присвоєне військове звання «бригадний комісар».
8 січня 1938 року І. Т. Коровникову присвоєне військове звання «комбриг».
22 лютого 1938 року воєнкому Особливого стрілецького корпусу І. Т. Коровнікову присвоєне військове звання «комдив».
У грудні 1939 року призначений викладачем кафедри тактики Військової академії механізації і моторизації РСЧА.
У березні 1941 року призначений заступником командира 2-ї танкової дивізії 3-го механізованого корпусу Прибалтійського ОВО.
На початку липня 1941 року комдив І. Т. Коровніков призначений заступником командира 12-го механізованого корпусу, а з 14 липня — командиром цього ж корпусу. 25 серпня 1941 року увільнений від посади командира корпусу у зв'язку з його розформуванням.
У серпні 1941 року комдив І. Т. Коровніков призначається заступником командуючого оперативною групою Двінського напрямку й командувачем Новгородською армійською групою військ Північно-Західного фронту.
17 листопада 1941 року І. Т. Коровнікову присвоєне військове звання «генерал-майор».
З січня 1942 року — командуючий оперативною групою 2-ї ударної армії Волховського фронту. У березні того ж року в районі М'ясного Бору був поранений.
У квітні 1942 року генерал-майор І. Т. Коровніков призначений командувачем 59-ю армією.
10 листопада 1942 року йому присвоєне військове звання «генерал-лейтенант».
По закінченні німецько-радянської війни продовжував командувати 59-ю армією до 9 липня 1945 року, коли був призначений командувачем військами Ставропольського ВО.
У 1946 році генерал-лейтенант І. Т. Коровніков закінчив Вищі академічні курси при Вищій військовій академії імені К. Е. Ворошилова й призначений заступником начальника Головного управління кадрів ЗС СРСР. У 1947 році призначений 1-м заступником начальника Головного управління кадрів ЗС СРСР.
З 1952 року й до виходу у відставку — начальник Центрального автотракторного управління МО СРСР.
8 серпня 1955 року І. Т. Коровнікову присвоєне військове звання «генерал-полковник».
У вересні 1963 року вийшов у відставку. Обирався депутатом Верховної Ради СРСР 2-го скликання.
Мешкав у Москві, де й помер 9 липня 1976 року. Похований на Новодівочому цвинтарі.

## Нагороди
Нагороджений орденом Леніна (05.1942), чотирма орденами Червоного Прапора (…, 09.12.1944), двома орденами Суворова 1-го ступеня (22.02.1944, 06.04.1945), орденом Кутузова 2-го ступеня (28.04.1943), двома орденами Червоної Зірки, медалями, нагородами іноземних держав.